# Cyrtodactylus wallacei
Cyrtodactylus wallacei là một loài thằn lằn trong họ Gekkonidae. Loài này được Hayden, Brown, Gillespie, Setiadi, Linkem, Iskandar, Umilaela, Bickford, Riyanto, Mumpuni & Mcguire mô tả khoa học đầu tiên năm 2008.